# Хаас, Нейтан
Нейтан Хаас (англ. Nathan Haas, род. 12 марта 1989 в Брисбене, Австралия) — австралийский профессиональный шоссейный велогонщик, выступающий с 2020 года за команду мирового тура «Cofidis».

## Победы
2011
1-й  - Хералд Сан Тур
1-й  - Tour of Tasmania
1-й - Кубок Японии
2-й - Чемпионат Австралии по Шоссейным гонкам среди юниоров
2012
1-й  - Тур Британии
1-й на этапе 2(ТТТ) - Тур Юты
10-й - Кубок Японии
2013
6-й - Тур Лангкави
2014
1-й - Кубок Японии
4-й - Хералд Сан Тур
1-й на этапе 1
5-й - Тур Даун Андер
6-й - Брабантсе Пейл
2015
3-й - Кэдел Эванс Грейт Оушен Роуд
5-й - Круги Сарты
6-й - Брабантсе Пейл
2016
1-й на этапе 4 - Вуэльта Бургоса
1-й  Горная классификация - Тур де Йоркшир
4-й - Чемпионат Австралии в групповой гонке
5-й - Гран-при Монреаля
6-й - Гран-при Квебека
6-й - Кэдел Эванс Грейт Оушен Роуд
2017
3-й - Чемпионат Австралии в групповой гонке
4-й - Амстел Голд Рейс
4-й - Тур Даун Андер
7-й - Кэдел Эванс Грейт Оушен Роуд
10-й - Тур Омана
2018
3-й - Тур Турции
5-й - Тур Омана
1-й  Очковая классификация
1-й на этапе 2
Чемпионат Австралии
5-й  в групповой гонке
5-й  в индивидуальной гонке
8-й - Гран-при Квебека

## Статистика выступлений наГранд Турах
- Тур де Франс
  - Участие:1
    - 2015: сход на этапе 17

- Джиро д'Италия
  - Участие:3
    - 2013: сход на этапе 16
    - 2014: 104
    - 2017: сход на этапе 11

- Вуэльта Испании
  - Участие:2
    - 2014: 143
    - 2016: сход на этапе 12